# طلای سفید (فیلم)
طلای سفید فیلمی به کارگردانی جمشید شیبانی و نویسندگی کریم فکور محصول سال ۱۳۴۱ است.

## داستان
اعتماد صاحب کاباره‌ای است که در آنجا گروهی به قاچاق هروئین مشغولند…

## بازیگران
- محمدعلی فردین
- پوران
- گریگوری مارک
- ژاله علو
- همایون
- رقیه چهره‌آزاد
- اکبر هاشمی
- سلطانی (بازیگر)
- غلامحسین مفیدی
- فیروز
- محمد سیفی
- فریدون (بازیگر)